# Echinops spinosissimus
Il cardo-pallottola spinoso (nome scientifico Echinops spinosissimus Turra, 1765) è una pianta angiosperma dicotiledone perenne, erbacea, dalle grandi infiorescenza sferiche, appartenente alla famiglia delle Asteraceae.

## Descrizione
Le piante di questa specie sono alte 0.50 – 1 m, dalle grandi infiorescenza sferiche. Le foglie sono profondamente divise con lobi spinosi. Ha un capolino sferico con flosculi bianchi o bluastro-violetti circondati da brattee con delicate verdi spine. Fiorisce da maggio a luglio.
- Formula fiorale:

- /x K {\displaystyle \infty }, [C (5), A (5)], G 2 (infero), achenio

## Biologia
- Impollinazione: l'impollinazione avviene tramite insetti (impollinazione entomogama).
- Riproduzione: la fecondazione avviene fondamentalmente tramite l'impollinazione dei fiori (vedi sopra).
- Dispersione: i semi cadendo a terra (dopo essere stati trasportati per alcuni metri dal vento per merito del pappo – disseminazione anemocora) sono successivamente dispersi soprattutto da insetti tipo formiche (disseminazione mirmecoria).

## Distribuzione
È una specie endemica della flora rupestre che si trova sulla costa rocciosa tra Otranto e Leuca nel Salento.

## Etimologia
Il nome del genere (Echinops) deriva dall'accostamento di due parole greche: ”echinos” = riccio e ”ops” = omma, occhio, visione; questo vuol dire che la pianta a vederla sembra un riccio.

## Tassonomia
La famiglia di appartenenza di questa voce (Asteraceae o Compositae, nomen conservandum) è la più numerosa del mondo vegetale e comprende oltre 23000 specie distribuite su 1535 generi (22750 specie e 1530 generi secondo altre fonti). La sottofamiglia Carduoideae (suddivisa in 4 tribù) è una delle 14 sottofamiglie nella quale è stata suddivisa la famiglia Asteraceae. Il genere Echinops L. comprende oltre 213 specie originarie soprattutto della fascia che va dall'Asia Minore fino ai monti Altai.

### Sottospecie
Per questa specie sono individuate le seguenti sottospecie:
- Echinops spinosissimus subsp. bithynicus (Boiss.) Greuter
- Echinops spinosissimus subsp. macrolepis  (Boiss.) Greuter
- Echinops spinosissimus subsp. neumayeri  (Vis.) Kouharov
- Echinops spinosissimus subsp. spinosissimus
- Echinops spinosissimus subsp. spinosus  Greuter